# Генри Плантагенет, 3-й граф Ланкастер
Генри «Кривая Шея» (англ. Henry Wryneck; 1281 — 22 сентября 1345) — 3-й граф Лестер с 1324 года, 3-й граф Ланкастер с 1326 года, второй сын Эдмунда, 1-го графа Ланкастера и Лестера, и Бланки Артуа. Его старший брат Томас, 2-й граф Ланкастер и Лестер, был казнён за организацию восстания против короля Эдуарда II, а его владения были конфискованы. Но к 1326 году его владения и титулы были переданы Генри. Позже он был одним из руководителей низложения Эдуарда II, а затем выступал против фаворита Изабеллы Французской — Роджера Мортимера, 1-го графа Марча.

## Биография
Младший сын Бланки Артуа и Эдмунда, 1-го графа Ланкастера, графа Лестера, сына короля Англии Генриха III и Элеоноры Прованской. Старший брат Генри, Томас, унаследовал титул отца в 1296 году. Известно, что Генри был вызван в Парламент 6 февраля 1298/99 года предписанием, направленным Henrico de Lancastre nepoti Regis, и, как считается, к тому времени был лордом Ланкастером. В июле 1300 года Генри принял участие в осаде Керлаверока.
Томас Ланкастер, находившийся в оппозиции к Эдуарду II и его советникам, участвовал в двух мятежах против короля. В 1322 году, после поражения при Боробридже, Томас был признан виновным в измене и казнён. Земли Ланкастера были конфискованы короной. Генри, не участвовавший в заговорах, подал прошение относительно возвращения земель и титулов своего брата. Поначалу король отказал ему и только 29 марта 1324 года, убедившись в лояльности младшего брата Томаса Ланкастера, передал ему во владение графство Лестер. Генри принял герб своего казнённого брата, несмотря на то, что герб был устранён. В память о Томасе Ланкастере Генри возвёл крест у города Лестера, он обвинял Диспенсеров в его смерти и не оставлял мысли реабилитировать его имя. В 1324 году Лестер из-за своей поддержки епископа Херефорда Адама Орлетона был обвинён Эдуардом в измене, однако умелая защита и высокое происхождение позволили ему избежать наказания. Во время вторжения Изабеллы Французской в Англию в 1326 году Генри примкнул к мятежникам. 16 октября он захватил Эдуарда II, скрывавшегося в Южном Уэльсе близ Ллантризанта. После падения Эдуарда II ему было возвращено графство Ланкастер. На некоторое время Генри была поручена охрана низложенного Эдуарда II, заключенного в замке Ланкастера Кенилворт. Граф возглавил регентский совет из двенадцати лордов и епископов, созданный при несовершеннолетнем короле Эдуарде III.

## Мятеж Генри Ланкастера
В начале 1328 года Ланкастер вступил в конфликт с королевой-матерью из-за влияния на короля. Осложнению отношений Ланкастера и Изабеллы способствовало также то, что наследство графа Линкольна, на которое претендовал Генри Ланкастер после смерти своего старшего брата, было разделено между королевой, Мортимером и его сыном. Ещё одним поводом к недовольству послужило заключение Нортгемптонского договора, когда были обойдены английские лорды, имевшие владения в Шотландии. Ланкастер утверждал, что договор был заключён без согласия короля и народа.
Летом 1328 года Ланкастер вместе со своим зятем Уэйком и графами Кентом и Норфолком не явился на сессию Парламента, которая должна была обсудить вопрос отправки войск в Гасконь. Не было их и на королевском совете, проходившем в Йорке. 7 сентября 1328 года Ланкастер во главе вооружённого отряда прибыл ко двору, находившемуся в аббатстве Барлингс (Линкольн). Когда Изабелла и Мортимер отказались выслушать жалобы графа, тот пригрозил им нападением. В результате Эдуард III призвал Ланкастера на заседание Парламента в Солсбери. 16 сентября королева-мать и её фаворит, чтобы избежать беспорядков, запретили любые собрания и сместили тех шерифов, которые казались им ненадёжными. Мортимер, предвидя новую гражданскую войну, начал мобилизацию жителей Марки. Позиции Ланкастера были сильны в столице королевства, где мэром в октябре 1327 года стал его сторонник Хэмо Чигвел. В ратуше Лондона союзники Ланкастера Уэйк и Стратфорд изложили свои претензии. Были высказаны требования на выделение достаточных средств для борьбы с врагами королевства, на передачу фьефа Изабеллы Эдуарду III, уменьшение расходов на содержание короля и его матери, отлучение от двора Мортимера, расследование причин неудачи Уирдейлской кампании (1327). Горожане призвали провести обсуждение вопросов Парламентом не в Солсбери, а в Вестминстере.
В конце сентября Ланкастер попытался захватить короля, следовавшего по Нортгемптонширу, однако, тот, вовремя предупреждённый, изменил свой маршрут. В начале октября в Глостере, получив известия о собрании в ратуше Лондона, королева объявила Ланкастера врагом короля и лжецом. Эдуард III направил в Лондон Оливера Ингхэма и Бартоломью Бергерша для получения объяснений от Хэмо Чигвела. По прибытии королевского двора в Солсбери на сессию Парламента, было получено сообщение об убийстве людьми Ланкастера его давнего врага сэра Роберта Холланда. Последний совершил набег на поместья Ланкастера. Граф немедленно взял убийц Холланда под свою защиту.
Из соображений безопасности Эдуард III не присутствовал на сессии Парламента, открывшейся 16 октября. Ланкастер не появился на заседании, его представлял епископ Стратфордский, объяснивший отсутствие графа, тем, что тот не доверяет Мортимеру. После того, как Мортимер поклялся на распятии, что не имеет намерений погубить Ланкастера, последнему было выслано приглашение на заседание Парламента и письмо короля с гарантией безопасности. Однако Ланкастер не прибыл в Солсбери, повторил требования, оглашённые в лондонской ратуше Уэйком и Стратфордом, и добавил, что появится в Парламенте только, если король разрешит ему взять для защиты вооружённых рыцарей из графской свиты. Эдуард III, отвечая на послание Ланкастера, признал, что королевская казна пуста, поэтому он не может «жить на собственные средства». Вопрос же содержания его матери, по словам Эдуарда, касался только короля. В том же, что Ланкастер был отстранён от управления, следовало винить только его самого, так как он не являлся на заседания королевского совета. Король заверял графа, что готов выдать ему охранную грамоту для прибытия в Парламент при условии, что Ланкастер сможет доказать, что его требования базируются на положениях Хартии вольностей. Тем не менее Ланкастер отказался приехать на сессию Парламента.
Возведение Мортимера в графы Марки дало повод обострить ситуацию. Ланкастер двинулся с вооружённым отрядом на Винчестер, расположился в нём и преградил путь из Солсбери в Лондон. Однако поняв, что рискует попасть под обвинение в измене в случае, если будет противостоять королю, граф отдал приказ оставить Винчестер 3 ноября. В своём письме новому мэру Лондона Джону Грантему, соблюдавшему нейтралитет, Ланкастер сообщал, что заседания Парламента прервали раньше, чем он успел прибыть в Солсбери, а также, что не имеет возможности исполнять обязанности опекуна короля. В то время, когда королевский двор находился в Лондоне (конец ноября — начало декабря), Ланкастер дважды пытался достичь согласия, но Изабелла твёрдо держалась мнения, что граф, оскорбивший короля, обязан добровольно сдаться.
В декабре графы Кент и Норфолк, союзники Ланкастера, направили послания лордам и епископам. Под тем предлогом, что король нарушил Хартию вольностей и коронационную присягу, они созывали высшую знать на встречу в соборе святого Павла для обсуждения сложившегося положения. Некоторые откликнулись на призыв принцев и 19 декабря лорды, собравшиеся в соборе святого Павла, начали обсуждения дальнейших действий. Со своей стороны король, находившийся в Глостере, по совету матери написал городским властям столицы письмо, где просил поддержки в борьбе против врагов короны. Одновременно в Глостере был объявлен сбор солдат. Письмо короля было зачитано в лондонской ратуше 21 декабря 1328 года. Горожане, среди которых были сторонники как короля, так и Ланкастера, призвали решить конфликт мирным путём. Письмо от 23 декабря епископа Миофема, союзника Ланкастера, с угрозой отлучением от церкви Изабелле, Мортимеру и их сторонникам в случае, если они посмеют нарушить мир, ускорило начало гражданской войны. Эдуард III и Мортимер возглавили войско, направляющееся к Уорику, на земли Ланкастера, которому официально была объявлена война. Одновременно Эдуард III обещал амнистию всем, кто примет его сторону до того, как королевское войско дойдёт до Лестера. 1 января 1329 года король достиг замка Кенилворт — главной цитадели Генри Ланкастера. Гарнизон Кенилворта не впустил войско короля в замок. Пройдя через Ковентри, Мортимер и король разделились. Мортимер направился к землям мятежного графа, разорил их и захватил город Лестер. В Лестере к Мортимеру присоединились король и королева-мать. 12 января войско Эдуарда III вступило в Бедфорд.
Ланкастер же 1 января в Лондоне собрал отряд из своих сторонников численностью около 600 человек и направился на север, рассчитывая на сражение, — его целью был захват короля. Однако взятие Лестера охладило союзников Ланкастера, которые большей частью покинули его. Сам Генри Ланкастер, поняв, что дело проиграно, сдался Эдуарду в Бедфорде и принёс клятву на Евангелии, что никогда не причинит зла «государю нашему королю, государыням королевам и никому их членов совета, великих или малых». Ходатайство епископа Миофема спасло графу жизнь, он не был заключён в тюрьму. Его обязали выплатить штраф, равный стоимости половины принадлежащих ему земель. Ланкастер был лишён всех званий, кроме звания сенешаля Англии.

## Последние годы
До падения Мортимера Ланкастер был отстранён от дел управления. Взяв власть в свои руки, Эдуард III снова приблизил к себе Генри Ланкастера. Позднее он удалился от общественной жизни, возможно потому, что постепенно терял зрение, однако до самой смерти оставался в милости у короля.

## Брак и дети
Жена (со 2 марта 1296/1297) — Матильда (Мод) Чауорт, дочь Патрика Чауорта и Изабеллы Бошан.
В браке с Мод Чауорт у Генри Ланкастера было семеро детей:
- Генри Гросмонт, 1-й герцог Ланкастер, (около 1300—1360/61);
- Бланка (около 1305—1380), муж — Томас Уэйк, 2-й барон Уэйк из Лидделла;
- Матильда (Мод) (около 1310—1377); муж — Уильям де Бург, 3-й граф Ольстер;
- Джоан (около 1312—1345); муж — Джон де Моубрей, 3-й барон Моубрей;
- Изабелла, аббатиса в Эмерсбери, (около 1317—после 1347)
- Элеонора (около 1318—1371/72) мужья — первый — Джон де Бомонт, 2-й барон Бомонт; второй — (с 5 февраля 1344/45) Ричард Фицалан, 10-й граф Арундел;
- Мария (около 1320—1362), муж — Генри Перси, 3-й барон Перси.